# アウロラ (筆記具ブランド)
アウロラ (AURORA) とはイタリアで最初の万年筆メーカーとしてトリノに創立された。
丸みを帯びているクリップ（ジュエリークリップ）の先端はアウロラの筆記具の特徴の一つでもある。

## 歴史
1919年、イザイア・レヴィと現在のオーナーであるヴェローナ家のチェザレ・ヴェローナが、古都トリノ市のバジリカ通りに設立した。
創業以来、常に機能とデザインの調和を追求するアウロラは、ペン先からボディにいたるまですべて自社で生産する「MADE IN ITALY」である。
アスティル・テッシーは筆記具では初めてニューヨーク近代美術館 (MOMA) で永久展示保存されている。

## 代表作

### オプティマ
1930年代のベストセラーである。現在は復刻版として売り出されている。
クラシックモデルは、アウロラ特製のアウロロイド樹脂を使用しており、ボディにはアウロラ社創業当時の社名が刻印されている。また、アウロラ独特のリザーブタンク付きピストン吸入式である。

### 88
建築家マルチェロ・ニッツォーリのデザインによる88は、1952年に100万本以上の販売実績を達成したベストセラーである。
リザーブタンク付きピストン吸入式を採用されており、伝統的な職人芸であるアウロラの代表作である。

### イプシロン
初めてペンを使う人、若い世代の人にアウロラの書きやすさを理解してもらうために開発されたのがイプシロン(Y)である。クリップがYの形をしているのが特徴的である。